# WSI (기업)
주식회사 WSI는 대한민국의 척추관절 의약품 및 의료기기 유통 기업으로,국소지혈제(플로실) 등의 의약품 및 의료기기 도소매업을 주요 사업으로 영위한다.
2024년, 인트로바이오파마를 인수한 바 있다.

## 사업장 현황
- 본사: 서울특별시 송파구 삼학사로 47 (삼전동), WSI빌딩
- 제1공장: 경기도 성남시 중원구 둔촌대로 474, 선택시티1 1007호
- 대구지점: 대구광역시 동구 화랑로 365, 5층
- 부산지점: 부산 해운대구 센텀동로 99 벽산 e-센텀클래스원 1차 503호
- 광주지점: 광주광역시 동구 남문로589, 무등산골드클래스 2차상가, 404동 306호

## 내용주
1. ↑  아이비케이에스제10호기업인수목적의 설립일
2. ↑  아이비케이에스제10호기업인수목적과의 합병을 통한 상장일